# Genom ljuva livet
Genom ljuva livet är ett musikalbum av Eldkvarn som gavs ut 1981 på LP på Silence Records. 1990 utgavs det på CD med fyra bonuslåtar på MNW. Bonuslåtarna var sedan tidigare utgivna på EP-skivan Happy Hour (1982).
Skivan låtar präglades av Stockholms-skildringar. Den mest kända låten har dock "3:ans spårvagn genom ljuva livet" blivit, vilken var den första i en rad av Norrköpingsskildringar som Plura Jonsson skulle komma att skriva.
Albumet är en av titlarna i boken Tusen svenska klassiker (2009).

## Låtlista

### 1981 års version
Alla låtar är skrivna och komponerade av Plura Jonsson om inget annat anges. 
| 1. | Allt vad du vill ha    |               |  | 3:08 |
| 2. | Telefonbok             |               |  | 3:00 |
| 3. | Spion City             |               |  | 2:21 |
| 4. | Kom till kusten        | Carla Jonsson |  | 2:48 |
| 5. | Jag har gjort det igen |               |  | 3:48 |
| 6. | Tequilanattåg          |               |  | 2:30 |

| 1. | Ett fall av kärlek               |  |  | 3:23 |
| 2. | Djungel                          |  |  | 3:03 |
| 3. | Dansar                           |  |  | 3:28 |
| 4. | 3:ans spårvagn genom ljuva livet |  |  | 3:28 |
| 5. | Stockholms stjärnor              |  |  | 3:45 |

### 1990 års version
Alla låtar är skrivna och komponerade av Plura Jonsson om inget annat anges. 
| 1.  | Allt vad du vill ha              |               |  | 3:08 |
| 2.  | Telefonbok                       |               |  | 3:00 |
| 3.  | Spion City                       |               |  | 2:21 |
| 4.  | Kom till kusten                  | Carla Jonsson |  | 2:48 |
| 5.  | Jag har gjort det igen           |               |  | 3:48 |
| 6.  | Tequilanattåg                    |               |  | 2:30 |
| 7.  | Ett fall av kärlek               |               |  | 3:23 |
| 8.  | Djungel                          |               |  | 3:03 |
| 9.  | Dansar                           |               |  | 3:28 |
| 10. | 3:ans spårvagn genom ljuva livet |               |  | 3:28 |
| 11. | Stockholms stjärnor              |               |  | 3:45 |
| 12. | En gång i livet                  |               |  | 3:05 |
| 13. | Flickornas pris                  |               |  | 4:15 |
| 14. | Hjärtats lust                    |               |  | 4:15 |
| 15. | Party                            | Carla Jonsson |  | 3:56 |

## Medverkande
- Anders Lind - ljudtekniker, producent, mixning
- Carl Jonsson - gitarr
- Claes Carlsson - orgel, saxofon
- Plura Jonsson - gitarr, sång
- Raga de Gosch - trummor, slagverk
- Tony Thorén - bas
- Torbjörn Andersson - ljudtekniker

## Listplaceringar
| Lista (1980) | Topplacering |
| ------------ | ------------ |
| Sverige      | 13           |

### Fotnoter
1. 1 2 3  ”Genom ljuva livet”. Discogs.com. http://www.discogs.com/Eldkvarn-Genom-Ljuva-Livet/release/1903283. Läst 4 februari 2012.
2. ↑  Gradvall et al 2009, nr. 572
3. ↑  Placeringar på den svenska albumlistan